# Resolució 1742 del Consell de Seguretat de les Nacions Unides
La Resolució 1742 del Consell de Seguretat de les Nacions Unides fou adoptada per unanimitat el 15 de febrer de 2007. Després de recordar totes les resolucions anteriors relatives a la situació a la República Democràtica del Congo, a Burundi i a la regió dels Grans Llacs d'Àfrica, el Consell ampliar el mandat de la Missió de les Nacions Unides a la República Democràtica del Congo (MONUC) fins al 15 d'abril de 2007.
Actuant en virtut del capítol VII de la Carta de les Nacions Unides, el Consell va demanar al Secretari General que informés, al més aviat possible i no més tard del 15 de març, sobre les seves consultes amb les autoritats congoleses i presentés recomanacions sobre els ajustaments que el Consell podria considerar fer al mandat i les capacitats de la MONUC.